# Queen of the South F.C.
Queen of the South Football Club – profesjonalny szkocki klub piłkarski z siedzibą w Dumfries, który gra obecnie w Scottish League One.

## Historia
Dawny Dumfries, otrzymał obecną nazwę, dzięki lokalnemu poecie Davidowi Dunbarowi, który w 1857 roku, nazwał Dumfries w jednym ze swoich parlamentarnych przemówień Królowej Południa.
W 1919 roku, grupka entuzjastów klubu spotkała się, aby omówić fuzję z innym, lokalnym klubem piłkarskim, co miało pomóc w konkurowaniu nie tylko na szczeblu lokalnym. Spotkanie odbyło się w domu jednego z fanów i właśnie wtedy zapadła decyzja, aby zrealizować pomysł, powołania do życia piłkarskiego klubu, który składał się będzie z dwóch, dotychczas różnych zespołów. Na miejskim Ratuszu (21 marca 1919 roku) włodarze Dumfries i Maxwelltown, stworzyli klub Queen of the South, który swą siedzibę miał mieć w Palmerston Park. W mieście istniała już drużyna Queen of the South Wanderers, założona w 1894 roku. Kluby nigdy jednak nie połączyły się w jeden i zawsze były od siebie niezależne.
Pierwszy oficjalny mecz, odbył się w 16 marca 1919 roku, w którym przeciwnikiem była ekipa Sanquhar. Spotkanie zakończyło się remisem 2-2. Jednym z graczy był Ian Dickson, potem gracz słynnej już wtedy Aston Villi.
Dziś klub, to przede wszystkim kibice i tradycja. Queens of the South posiada wielu, znanych w środowisku szkockiej piłki fanów. Ciekawostką jest, że na mecze uczęszcza wielu starszych ludzi oraz osoby niepełnosprawne, którym klub pomaga na różnych płaszczyznach. Organizowane są akcje charytatywne oraz zbiórki pieniędzy, a większość z potrzebujących, otrzymuje bezpłatne karnety na sezon i gadżety piłkarskie, jak czapeczki, czy koszulki.

## Liga Szkocka
Po nieudanych próbach w latach 1921-1923, wreszcie w 1923/24 roku, Queen of the South zadebiutowało w szkockiej lidze, po wcześniejszym zaproszeniu klubu do niższych rozgrywek III ligi. Niedługo potem nastąpił okres, kiedy zespołem kierowali tacy ludzie, jak Willie Harkness, czy Normam Blount, którzy przebudowali klub i wprowadzili go na wyższy, organizacyjny poziom.

## Davie Rae
Dziś włodarzem klubu jest Davie Rae. Za jego rządów, klub nie ma większych sukcesów, ale stał się dość solidnym drugoligowcem, co jest dość ważne, biorąc pod uwagę, że przed Rae'm Queen of the South broniła się przed spadkiem do III ligi. Klub zaliczył też kilka dobrych występów w Pucharze Szkocji, co dodało mu renomy, a on sam stał się bardziej rozpoznawalny i uważany w kolejnych edycjach za „czarnego konia”.

## Queen of the South i multimedia
Mimo że klub jest mało znany w Europie, to jednak znajduje się w Wielkiej Brytanii, co oznacza, że na swojej stronie internetowej musi posiadać internetowy sklep kibica, komentarze do spotkań w formacie mp3, raporty ze spotkań, relacje radiowe, skróty do pobrania oraz formularze umożliwiające dołączenie do klubu kibica.

## Legendy klubu
- Allan Ball
- Andy Thomson
- Billy Houliston
- George Hamilton
- George McLachlan
- Hughie Gallacher
- Ian Dickson
- Jimmy Robertson
- Neil Martin
- Ted McMinn
- Willie Ferguson
- Willie Savage
- Dougie Sharpe
- George Cloy
- George Farm
- Iain McChesney
- Ivor Broadis
- Jackie Oakes
- Jimmy Binning
- Jim Paterson
- Roy Henderson
- Tommy Bryce

## Europejskie puchary
Legenda do wszystkich tabel:
- Q – runda eliminacyjna, 1/16, 1/8, 1/4, 1/2 – odpowiednia faza rozgrywek, Grupa – runda grupowa, 1r gr – pierwsza runda grupowa, 2r gr – druga runda grupowa, F – finał, R – runda, PO – play-off
- k. – rzuty karne, los. – losowanie, Dogr. – dogrywka, w. – zasada bramek strzelonych na wyjeździe

| Sezon   | Rozgrywki   | Runda | Przeciwnik      | Dom | Wyjazd | Ogólnie |
| ------- | ----------- | ----- | --------------- | --- | ------ | ------- |
| 2008/09 | Puchar UEFA | 2Q    | FC Nordsjælland | 1–2 | 1–2    | 2–4     |